# Kurt Ehrmann
Kurt Ehrmann (Karlsruhe, 7 de junio de 1922 - ibídem, 2 de agosto de 2013) fue un futbolista profesional alemán que jugaba en la demarcación de delantero.

## Biografía
Kurt Ehrmann empezó como futbolista en 1938 a los 16 años de edad con el Frankonia Karlsruhe. Aunque no debutó profesionalmente hasta 1946 con el Karlsruher FV a los 24 años de edad. Tras jugar durante dos años en el club fue fichado durante un año por el Karlsruher SC. Posteriormente volvió al Karlsruher FV para jugar las siete temporadas siguientes. Durante su etapa en el club, en 1952, fue convocado por la selección de fútbol de Alemania Occidental para jugar en los Juegos Olímpicos de Helsinki 1952. Ya en 1956 fue traspasado al 1. FC Pforzheim, club con el que terminó su carrera futbolística en 1960 a los 38 años.
Kurt Ehrmann falleció el 2 de agosto de 2013 a los 91 años de edad.

## Clubes
| Club            | País     | Año         |
| --------------- | -------- | ----------- |
| Karlsruher FV   | Alemania | 1946 - 1948 |
| VfB Mühlburg    | Alemania | 1948 - 1949 |
| Karlsruher FV   | Alemania | 1949 - 1956 |
| 1. FC Pforzheim | Alemania | 1956 - 1960 |